# Ferro & Fogo
Os Ferro & Fogo são uma banda portuguesa de rock formada em janeiro de 1978.
A origem dos Ferro & Fogo, remonta ao grupo "Plutónicos formado em 1962 na Pontinha. Na década de 70 mudam de nome para "A Ferro e Fogo/Os Plutónicos" e finalmente passam para "Ferro & Fogo".
Os ex-Plutónicos Necas (guitarra), Alfredo Azinheira (baixo) e Mário Rui (bateria) juntaram-se ao vocalista João Carlos (ex-Hosanna) e em Janeiro de 1978 fazem a primeira actuação como Ferro & Fogo em Aveiro, no pavilhão do Beira-Mar onde também actuou o grupo Tantra.
Desde o início que faziam "covers" de grupos de hard-rock mas com o "boom do rock português" começaram também a fazer originais.
Entra o guitarrista Franjas e Carlos Alcântara substitui Mário Rui na bateria. É com esta nova formação que conseguem um contrato com a Metro-Som.

## História
Em 1978, a primeira actuação em janeiro-78, em Aveiro, com os Tantra.
Em 1981, lançam o single 'Super Homem'.
Em 1982, é lançado o seu segundo single, ' Santa Apolónia', em fevereiro de 1982 e em julho desse ano é lançado o LP 'Vidas'.
Em 1982, os 'Ferro & Fogo' fazem a 1ª parte dos concertos da banda futurista 'Classic Nouveux' no Porto (Pavilhão Infante Sangres) e em Lisboa (Pavilhão do Restelo).
Em 1984 mudam para a editora Discossete que lança em abril desse ano o single 'Oxalá'. Fazem a banda sonora de várias peças de teatro infantil, entre as quais a peça 'D. Quixote', exibida várias vezes na RTP.
Em 1986 deslocaram-se em digressão ao norte de França, actuando em Roubaix e também em Bruxelas, para a comunidade portuguesa aí radicada.
Mantêm-se nos "covers" e iniciam um circuito por bares e discotecas de todo o país, especializando-se em versões dos Whitesnake e Iron Maiden. 
Em 1993 são homenageados pelo jornal «Blitz», pelos seus 15 anos de existência.
Em 1998, em Junho e em Dezembro, actuam na Discotecas «Vespas» (Funchal).
Em 1998 iniciam o circuito de Concentrações Motards em todo o país. Participam no encerramento da 'Queima das Fitas de Lisboa' em 1998, para 10.000 pessoas
Passaram várias vezes pela televisão portuguesa, destacando-se passagem pelo programa 'Passeio dos Alegres' (Júlio Isidro), 'Berros & Bocas' (Luís Filipe Barros e Manuela Moura Guedes).
João Carlos participou em vários programas de talentos como a semi-Final do Chuva de Estrelas (SIC) onde interpretou Whitesnake, Casa de Artistas (RTP), imitando Robert Palmer, e no programa de ensaio de 'Cantigas da Rua' (Cat Stevens)
Participaram também em programas como 'Domingo Gordo (Júlio Isidro), 'Big Show SIC' (João Baião), Superbuéréré (SIC) com Ana Malhoa e mais recentemente em 'Você na TV' de Manuel Luis Goucha e Cristina Ferreira (TVI)
Em fevereiro de 2018, comemoraram os seus 40 anos de actividade musical.

## Actualidade
Mantêm-se nos "covers" com incidência especial num reportório de Hard Rock, Heavy Metal, Rock comercial, Rock em Português e ainda outros clássicos dos anos 70 e 80.
Continuam a actuar em todo o tipo de circuitos; Bares, Discotecas, Câmaras Municipais, Universidades, Concentrações Motards e Festejos Anuais.

## Formação

### Membros actuais
- João Carlos (voz)
- António Feiteira  (guitarra)
- Rui Ricardo (bateria)
- Jaime Ferreira (baixo)
- Gonçalo Brito (guitarra)

## Discografia

### Álbuns originais
- Super Homem / Vai de Roda, Vem de Rock (Single, Metro-Som, 1981)
- Santa Apolónia / Gaja Marada (Single, Metro-Som, 1982)
- Vidas (LP, Metro-Som, 1982)
- Oxalá / Homem das Mulheres (Single, Discossete, 1984)
- Vidas - Edição comemorativa dos 30 anos dos Ferro & Fogo (CD, Metro-Som, 2008)